# كسيرة (وحدة قياس)
الكَسِيرة أو الديوبتر (بالإنجليزية: Dioptre)‏ هي وحدة قياس الطاقة البصرية للعدسات أو المرايا المنحنية، والتي تتساوى مع مقلوب البعد البؤري مُقاسًا بالمتر (أي 1/متر).